# Кабель П-2
Кабель П-2 — лёгкий полевой кабель, предназначенный для развертывания полевых кабельных линий небольшой протяженности, соединительных и абонентских линий.

## Характеристики
- Строительная длина: 1500 м
- Количество жил: 2
- Провода в жилах: 3 стальных, 4 медных
- Изоляция: полиэтилен толщиной 0,5 мм
- Диаметр жилы: 1,7 мм
- Прочность на разрыв: 80 кГс
- Сопротивление при температуре 20°С и постоянном токе: более 118 Ом/км
- Температура обслуживания: от -60 до + 70°С